# Ненгату
Ненгату (Nheengatu) е тупи-гуарански език.
Възниква през 17 век като лингва франка на основата на изчезналия днес тупийски език. Днес се говори от около 8 хиляди души по течението на река Рио Негро в северозападната част на Бразилия и в съседните части на Колумбия и Венецуела.
В бразилската община Сао Габриел да Кашоейра ненгату той е сред официалните езици, наред с португалския и 2 други местни езика.